# Stachyurus
Stachyurus Siebold & Zucc.è un genere di piante angiosperme dell'ordine Crossosomatales, unico genere della famiglia Stachyuraceae J.Agardh.

## Tassonomia
Il genere comprende le seguenti specie:
- Stachyurus chinensis Franch.
- Stachyurus coaetaneus Chatterjee
- Stachyurus cordatulus Merr.
- Stachyurus himalaicus Hook.f. & Thomson ex Benth.
- Stachyurus oblongifolius F.T.Wang & T.Tang
- Stachyurus obovatus (Rehder) Hand.-Mazz.
- Stachyurus praecox Siebold & Zucc.
- Stachyurus retusus Y.C.Yang
- Stachyurus salicifolius Franch.
- Stachyurus yunnanensis Franch.